# Ritratto di Lucina Brembati
Il Ritratto di Lucina Brembati è un dipinto a olio su tavola (52,6x44,8 cm) di Lorenzo Lotto, databile al 1518 circa e conservato nell'Accademia Carrara a Bergamo.

## Storia
Il dipinto è noto dal 12 gennaio 1882, quando entrò in Accademia da una collezione privata bergamasca, come ritratto di ignota. La prima citazione del dipinto risale al 12 gennaio quando Francesco Baglioni scrisse la prima di quattro lettere a Carlo Lochis: 
(12 gennaio 1882 Francesco Baglioni. Archivio dell'accademia Carrara)
La commissione stanziò L. 3.000, cifra che inizialmente non fu accettata dalla contessa Grumelli, come risulta nella seconda lettera tra il Baglioni e il Lochis ma dopo alcune trattative vi è l'annotazione del Lochis che scrisse in cima a questa lettera: “Venne acquistato dalla Commissaria Carrara per L. 3.000” di quella che pareva essere il ritratto di Salis maritata Martinengo. Il dipinto fu quindi acquistato sicuramente dopo il 23 gennaio del 1882.
All'inizio del Novecento venne svelata l'identità della donna, grazie alla corretta interpretazione di due dettagli inseriti dall'autore per suggerirne il nome: lo stemma della famiglia Brembati nell'anello all'indice sinistro e il rebus enigmistico sullo sfondo, con la luna e l'iscrizione CI, da leggere "CI in luna", quindi "Lu-CI-na", il nome della nobildonna: Lucina Brembati.

## Descrizione e stile
La protagonista è ritratta a mezza figura, col busto frontale e il volto leggermente di tre quarti. L'abbigliamento è consono al suo alto status sociale, con un vestito dalle maniche ampie e rigonfie, scollato sul petto e con nastrini dorati e ricami a conchiglia, nonché un discreto numero di gioielli, tra cui una collana di perle fatta di più fili attorcigliati e una catena con un pendente a forma di cornetto d'oro, che era uno stuzzicadenti in uso all'epoca. In testa porta un copricapo voluminoso vermiglio con nastri e perle, la "capigliara", secondo una moda lanciata da Isabella d'Este.
A differenza della tradizione veneziana del ritratto idealizzato, legata alle opere di Tiziano e Palma il Vecchio, Lotto impostò un'effigie vera e realistica, come dimostrano alcuni dettagli quali il volto asimmetrico, il mento appesantito e lo sguardo acuto, rifacendosi piuttosto alla tradizione lombarda locale (come Cavazzola).
Alcuni studiosi hanno letto nel gesto della mano sul ventre un'allusione al fatto che la donna fosse incinta, in una gravidanza tardiva che però non è documentata. In questo senso sarebbe stata una citazione colta della Giunone Lucina, il cui nome richiamava anche quello della donna; inoltre, la donnola morta simboleggerebbe la sconfitta di quello che all'epoca era considerato un presagio di disgrazia per le donne gravide. Per altri studiosi la donnola sarebbe invece simbolo di fedeltà coniugale. Al collo Lucina porta un pendaglio a forma di corno portafortuna, il medesimo oggetto è raffigurato nel Ritratto di gentiluomo dell'autore bergamasco Alessandro Oliverio, probabilmente più che un simbolo, era come d'uso al tempo, un semplice stuzzicadenti.
Lucina era sposa del conte Leonino Brembati di cui il Lotto aveva fatto il ritratto, uomo facoltoso che era stato raffigurato con una zampa di leone in mano, e che mostra l'anello con i simboli araldici della famiglia Brembati. La coppia aveva avuto un figlio, Gerolamo, nato prematuramente e che sposò Caterina Suardi - figlia di Pietro e di Paola Da Ponte che avevano un ricco palazzo in via Ponta Dipinta - portando una ricca dote, forse in occasione di questo matrimonio l'artista dipinte la Venere e Cupido, successivamente Fenicia che sposò giovanissima Fortunato Agosti, non risulta che abbia avuto figli successivamente, si rileva che se fosse stata gravida al tempo del ritratto di Lucina, potrebbe essere nato prematuro o aver subito un aborto. 
Lo sfondo è composto da una tenda di pesante broccato rosso stesa in diagonale, con il cielo notturno.